# Dubautia pauciflorula
Dubautia pauciflorula là một loài thực vật có hoa trong họ Cúc. Loài này được H.St.John & G.D.Carr mô tả khoa học đầu tiên năm 1981.